# Кремовское сельское поселение
Кремовское се́льское поселе́ние — сельское поселение в Михайловском районе Приморского края.
Административный центр — село Кремово.

## История
Статус и границы сельского поселения установлены Законом Приморского края от 6 августа 2004 года № 130-КЗ «О Михайловском муниципальном районе»

## Население
| 2010  | 2011  | 2012  | 2013  | 2014  | 2015  | 2016  |
| ----- | ----- | ----- | ----- | ----- | ----- | ----- |
| 2639  | ↘2635 | ↘2513 | ↘2393 | ↘2250 | ↘2210 | ↘2191 |
| 2017  | 2018  | 2019  | 2020  | 2021  |       |       |
| ↘2177 | ↘2115 | ↘2044 | ↘1945 | ↘1886 |       |       |

## Состав сельского поселения
В состав сельского поселения входят 3 населённых пункта:
| № | Населённый пункт | Тип населённого пункта       | Население |
| - | ---------------- | ---------------------------- | --------- |
| 1 | Кремово          | село, административный центр | ↘1092     |
| 2 | Ляличи           | село                         | ↘1033     |
| 3 | Перелётный       | железнодорожная станция      | ↘103      |

## Местное самоуправление
Администрация
Адрес: 692657, с. Кремово, ул. Колхозная, 25-А. Телефон: 8 (42346) 6-11-35, факс 8 (42346) 6-11-82
электронная почта : kremovo@mail.primorye.ru
Глава администрации
- Алёхин Сергей Евгеньевич